# 3 уши (клуб)
„3 уши“ е музикален клуб в центъра на София. Името му идва от това, че е разположен на ул. „Три уши“ 1, в близост до колелото на трамвай номер 5 зад Съдебната палата. Непосредствено до него е известният ъндърграунд музикален магазин „О. Ч.З.“.
Един от легендарните ъндърграунд клубове в София, наследил култовия клуб „Пънк“. Открит на 22 декември 1999 г.; разполага с 80 седящи и 120 правостоящи места. Намира се под земята.
В клуба свирят на живо групи, както и миксират ди-джеи. Някои музикални стилове, които могат да се чуят в клуба, са: джаз, реге, хип-хоп, техно, хаус, дръм енд бейс, индъстриъл, готик, рок и метъл.